# Winds of Change (band)
Winds of Change was een Brits saxofoonkwartet dat in 1979 het album Illusions uitbracht met studio- en liveopnamen. De groep bestond toen uit Richard Addison, Stan Sulzmann, Anton Weinberg en David White. Naast sopraan-, alt-, tenor- en baritonsaxofoon speelden de groepsleden en gastmusici andere blaasinstrumenten en synthesizers, met nummers die bewegen tussen jazz en klassiek. Het album is geproduceerd door Jeff Wayne. Drie van de leden maken sinds circa 1986 deel uit van het ensemble Saxpak. 

## Geschiedenis
Jeff Wayne schreef op de hoes van Illusions dat hij vier jaar eerder live-opnamen van de groep hoorde, en een publicatie uit 1994 vermeldt dat ze 20 jaar daarvoor opgericht waren, dus rond 1974. In Britse kranten wordt een optreden in West Ealing op 18 oktober 1981 aangekondigd. 

## Discografie
- 1979 Illusions